# 大光顕
大 光顕（だい こうけん、生没年不詳）は、渤海国が滅亡した時の最後の渤海王族の一人。世子（国王の世継ぎ、皇太子に相当）と自称していた。

## 概要
926年、契丹の侵略によって祖国が滅ぼされた時（東丹国の項を参照）、各地で叛乱が起きたが、大光顕は西南の鴨緑府（現吉林省臨江市）方面にいて遅れをとった。いちはやく首都を奪回したのは叔父の率いる叛乱勢力で、叔父は後渤海国を建てた。大光顕も数年遅れて現在の咸鏡道一帯に進出し、王を自称したが、ライバルである叔父と結んだ咸鏡道の豪族（渤海貴族）烈氏に追い払われ、戦い利あらずしてやむなく934年7月、配下の部民数万を率いて高麗に亡命し、大光顕は歴史の舞台から消えた。
高麗において王建より王継（王が姓で、名が継）という姓名を賜り、白州（現黄海南道白川郡）を授けられた。なお、一族の中には大姓を保持した者もいたが、13世紀に太姓に改め、現在に至っている。その後、烈氏から出た烈万華は定安国を建て、渤海民族の後継国家を中国東北部の地に伝えていく。
高麗は、大光顕に対してあまりよい処遇をしていない。大光顕に王継という姓名を与え、王室戸籍に編入し、都に近い白州の長官に任命し、祖先の祭祀を行わせたが、高麗は、帰順した豪族をその地の長官に任命して支配を委ねるのが一般的であり、大光顕に対する待遇も亡命渤海人を白州に移住させ、大光顕を実質的な統治者に任じたに過ぎない。実際、新羅のように王室と婚姻を結ぶ、あるいは官僚として任用するなどの実質的優遇はない。例えば、新羅の場合、670年に高句麗王族の安勝が来投すると、これを高句麗王、ついで報徳王に冊封し、金馬渚に高句麗を復興させ、新来高句麗人の受皿にしている。680年、新羅は安勝に王妹を娶らせ、高句麗王家と新羅王家の結合を図り、683年には新羅王家と同じ金姓を賜り、王都慶州に居住させ、安勝を新羅貴族とし、自国の貴族として高句麗王統を維持させている。また、大光顕などの亡命渤海人を「失土人」「遠人」と呼び、異域の民とみなした史料の存在も明らかになっている。